# Vernon Norwood
Vernon Norwood (født 10. april 1992) er en amerikansk atlet.
Ved OL 2020 i Tokyo var Norwood en del af det amerikanske hold, der vandt bronze i 4×400 meter stafet for blandede hold. 
Han modtog også guld efter at have løbet det indledende heat på 4×400 meter stafet for mænd.
Han repræsenterede sit land ved OL 2024 i Paris på 4x400 meter stafethold, både for mænd samt for blandede hold. I konkurrencen for blandede hold var han med til at sikre amerikanerne sølvmedalje efter hollænderne, mens han i mændenes konkurrence var med til at vinde guld.